# Platte wilgtakbladwesp
De platte wilgtakbladwesp (Euura atra) is een vliesvleugelig insect uit de familie van de bladwespen (Tenthredinidae). De wetenschappelijke naam van de soort is voor het eerst geldig gepubliceerd in 1807 door Jurine.